# Čejkové z Olbramovic
Čejkové z Olbramovic byla původně stará česká rytířská (resp. vladycká) rodina, která se v 16. století rozvětvila do mnoha linií. V 18. století jedna z linií dosáhla panského stavu a dokonce i hraběcího titulu. V 19. století rod zcela zchudl a vytrácí se o něm povědomí.

## Původ

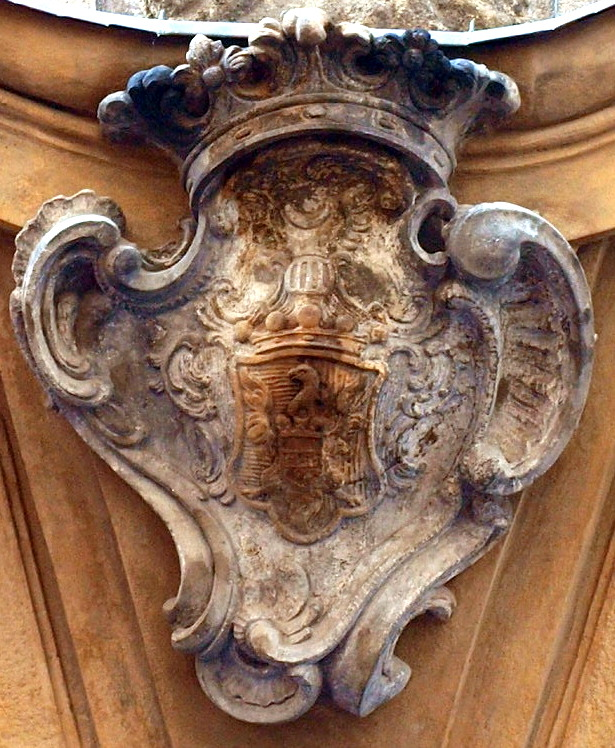
Erb Čejků z Olbramovic na Čejkovském paláci v Praze

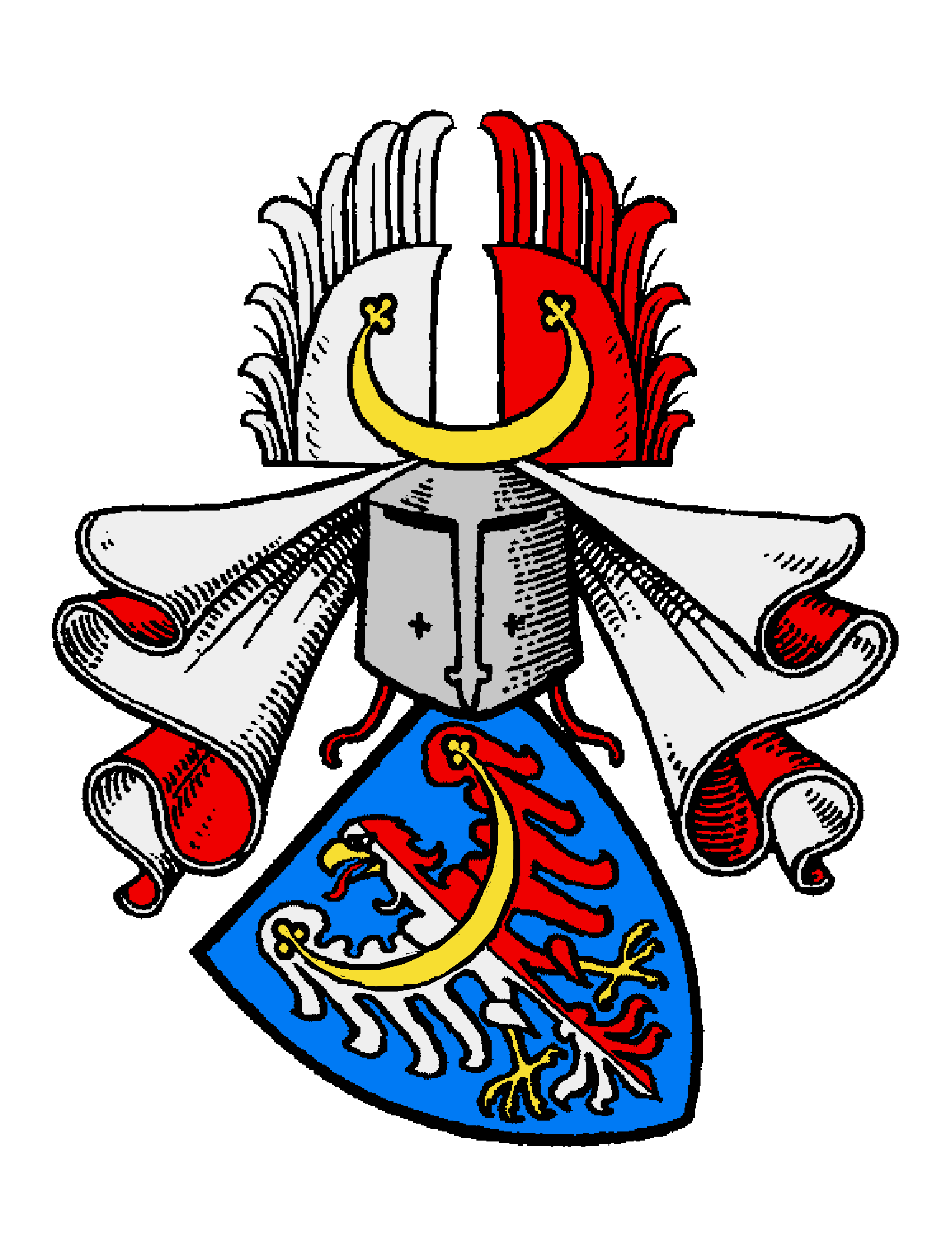
Rodový erb (před povýšením do panského a hraběcího stavu).

Rod rytířů z Olbramovic byl prapůvodně jednou z linií velkého panského rozrodu Janoviců, o kterém jsou zmínky již v první polovině 13. století. V témže století vystupovali členové rozrodu Janoviců mnohokrát v královských službách. Příslušníci rodu z Olbramovic pocházeli z Voticka a zřejmě byli nejvíce spjati s pány z Kolovrat a s rytíři z Chřenovic - tj. s rody, které vzešly taktéž z rozrodu Janoviců - a jejichž sídla se nacházela v bližším okolí.
Rod rytířů (resp. panošů čili vladyků - tj. chudší venkovské šlechty) z Olbramovic se nazýval podle tvrze Olbramovice, která stála pravděpodobně už za prvních Lucemburků.

## První známí členové
Prvními známými příslušníky rodu rytířů (panošů) z Olbramovic byli Přech a Odolen, již se připomínají k roku 1385. Jejich příbuzným byl i Petr Čejka z Olbramovic, o němž první zmínky pochází z poloviny 15. století, a který byl jedním z nejstarších členů vlastního rodu Čejků. V 15. století se Čejkové (tímto přidaným příjmením) definitivně osamostatnili od ostatních rodin s přídomkem z Olbramovic (např. od Dvořeckých z Olbramovic či Podolských z Olbramovic) a v dalším století vytvořili mnoho vlastních odnoží, což oslabovalo a tříštilo majetkovou základnu - a tím i společenské postavení rodu.

## Chudnutí rodu
Potomci pana Petra proto zůstávali dlouho pouhými rytíři, a teprve v době baroka byli někteří členové rodu povýšeni do panského stavu. V té době se ovšem rod postupně dostával do stále větší chudoby, následkem čehož se např. němčická větev v 18. století zcela vytratila z historického povědomí.
Na počátku 17. století žilo v Čechách dokonce již devět větví rytířských rodů Čejků z Olbramovic, jež byly vesměs nezámožné a jejich příslušníci jako úředníci či vojáci sloužili jiným bohatším pánům (ve 2. polovině 16. století sloužili jako vyšší úředníci svým příbuzným Žďárským ze Žďáru, v první polovině 17. století pak byli správci králova majetku na Křivoklátu atp.). Rod vlastnil po dlouhou dobu tak většinou jen drobná panství, např. statek Osek, Losiny, dvory v Unhošti atp.

## Stavovský direktor Jan Čejka zOlbramovic

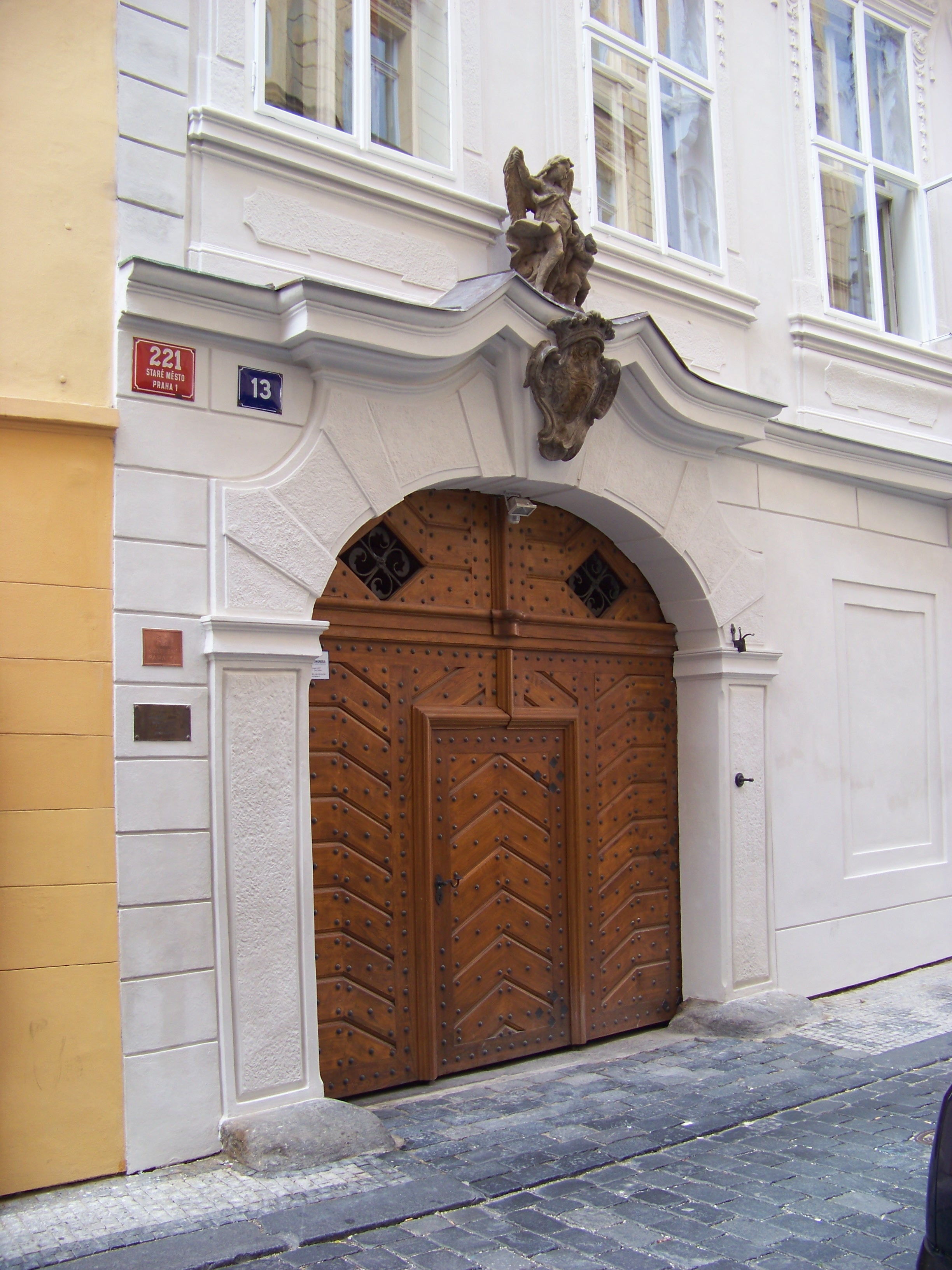
Čejkovský palác v Liliové ulici na Starém Městě v Praze. Stav po rekonstrukci.

Rytíř Jan Čejka z Olbramovic se narodil roku 1565 či 1566. Z rodných Čech odešel na Moravu, kde se oženil a postupně získal moravská panství Nové Syrovice, Bystřice nad Pernštejnem, Borotín či Jakubov. Na Moravě též zastával vlivný zemský úřad nejvyššího písaře Markrabství moravského. V době stavovského povstání proti Habsburkům (1618-1620) se aktivně zapojil do revolty a stal se moravským stavovským direktorem a defensorem. Po porážce stavovského povstání v roce 1621 byl zatčen, uvězněn a v roce 1622 byl odsouzen k trestu smrti. O rok později však byl díky vlivným přímluvám a díky přestupu ke katolictví propuštěn a téhož roku (dne 8. července 1623, jak dosvědčuje jeho náhrobek na vnější zdi katedrály sv. Petra a Pavla) v Brně zemřel.

## Velmistr Václav Jáchym Čejka zOlbramovic

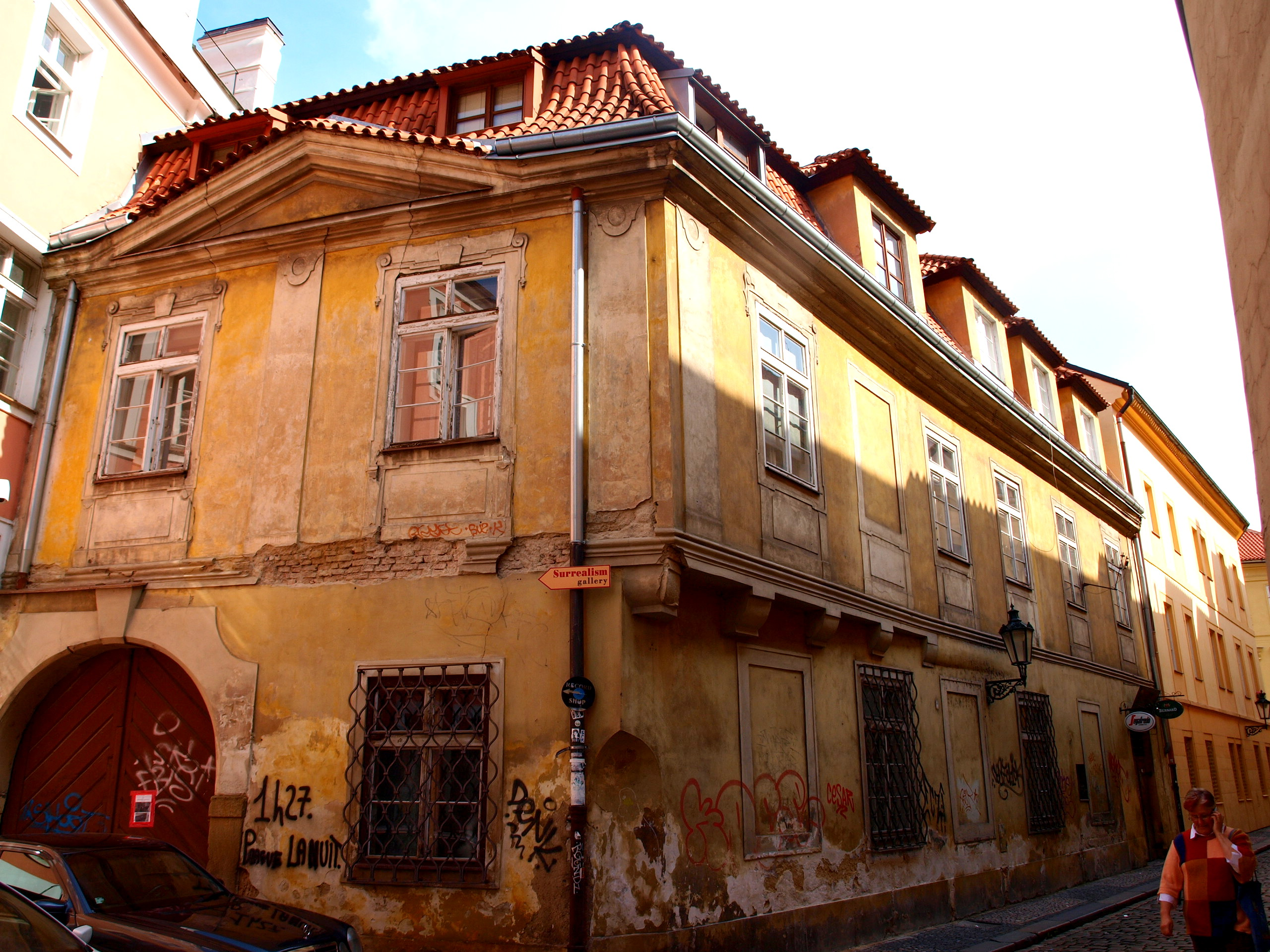
Čejkovský palác v Praze, který získal František Čejka z Olbramovic, nese jméno rodu.

Z větve rytíře Jiřího Čejky pocházel i nejznámější pokračovatel rodu v období baroka - velmistr řádu johanitů Václav Jáchym, kterého roku 1712 povýšil císař a král Karel VI. do panského stavu (baronát) a Karlova dcera - císařovna a královna Marie Terezie jej roku 1748 jmenovala do stavu hraběcího. Václav Jan byl povýšen spolu se svou švagrovou Benediktou, rozenou z Býnova a jejími dvěma syny: Janem a Františkem Čejky z Olbramovic. Hrabě Václav Jan zemřel v 86 letech a i hraběcí větev Čejků již vymřela.

## Konec rodu Čejků zOlbramovic
Některé existující větve vymřely v 17. až 18. století, jiné se ve stále větší chudobě dožily 19. století, ale tehdy se veškeré zprávy o rodu vytrácí. Dnes se někteří lidé (jmenovci) s příjmením Čejka považují za potomky těchto zchudlých linií, ale neexistuje pro to spolehlivý matriční důkaz. Navíc je toto jméno u nás velmi rozšířené.

## Rodový erb
V modrém štítě stříbrno-červeně polcená orlice se zlatou pružinou s trojlístky na křídlech, tak jako u ostatních Janoviců (viz u dodnes žijících Kolowratů). Při povýšení do hraběcího stavu Marií Terezií (roku 1748) dostala orlice Čejků korunu a rakouský štítek s iniciálami panovnice MT, jako tzv. polepšení.

## Příbuzenstvo
Spojili se s rytíři z Adlaru, rytíři Bukovanskými z Boříkova, Fremuty ze Stropčic, rytíři Hradišťskými z Hořovic, Mitrovskými z Nemyšle, rytíři Příchovskými z Příchovic, pány z Říčan, rytíři Služskými z Chlumu, hrabaty z Unwerthu, rytíři a pozdějšími barony a hrabaty Žďárskými ze Žďáru a dalšími rody.